# Burkholderiaceae
Burkholderiaceae es una familia de bacterias del filo de proteobacterias del orden de Burkholderiales.